# Сотірія Беллу
Сотірія Беллу (грец. Σωτηρία Μπέλλου; 22 серпня 1921, Халія — 27 серпня 1997, Афіни) — грецька співачка в стилі ребетіко, революціонерка. Учасниця громадянської війни в Греції під час Другої світової.

## Біографія
Народилась у селі Халія (нині Дросія близько Халкіди) у багатій багатодітній родині. Батько, Кіріак Беллос, був власником продуктового магазину у північній частині Халкіди. Дід, на честь якого її було названо, був православним священником. У юному віці Сотірія почала відвідувати церкву разом з дідом і познайомилася з музикою грецького православного богослужіння. З трьох років почала співати. Фільм «Маленька емігрантка» за участю популярної співачки Софії Вембо став переламним моментом у її житті та підштовхнув до рішення стати артисткою. Дізнавшись про бажання дочки, батько купив їй гітару й оплатив приватні заняття.
У 1940 році Беллу переїхала до Афін. Її приїзд до столиці збігся з початком Другої світової війни. Італія оголосила війну Греції. З початком військових дій її сім'я повністю втратила зв'язок з нею, і лише через сім років вони знайшли одне одного. У ці роки Беллу працювала служницею у будинку заможного адвоката, потім змінила багато інших місць роботи.
У 1938 році 17-річна Сотірія зустріла кондуктора автобуса Вангеліса Трімураса і одружилася з ним. Шлюб тривав пів року, позаяк чоловік знущався з неї та змусив зробити аборт. Під час однієї зі сварок Беллу кинула в обличчя чоловікові пляшку з купоросом, за що була засуджена до трьох років та трьох місяців позбавлення волі. В ув'язненні вона провела три місяці до суду й один місяць у в'язниці Авероф у Афінах, після чого строк було зменшено до шести місяців. Після сплати застави Беллу вийшла на волю.
Беллу була відкритою лесбійкою. 
Її життя ускладнювалось прихильністю до азартних ігор та алкоголю, що призвели до злиднів та лікування у психіатричній клініці.
Сотірія Беллу померла від раку в Афінах 27 серпня 1997 року та була похована на її прохання на першому кладовищі Афін поруч з Василісом Цицанісом.

## Музична кар'єра
Працюючи офіціанткою у нічному клубі у центрі Афін і іноді співаючи там, Беллу зустріла виконавця та композитора стилю ребетіко Василіса Цицианіса. З ним записала першу грамплатівку. У грудні 1948 року перейшла з клубу «Дзіміс о хондрос» (Товстий Джим) до клубу «Парагакі», де працювала з Маркосом Вамвакарісом.
Сотірія Беллу співала у найкращих музичних клубах Афін, таких як Rosiniol, Tzimis o Hontros, Hydra, Triana, Falirikon та багатьох інших. У середині 1960 років у результаті культурного пробудження музичний стиль ребетіко набув великої популярності серед молоді та досяг свого піку у 1980 роках. Багато в чому цьому сприяла творчість Беллу.
Її виступи з 1941 по 1976 роки багаторазово записувалися та випускалися на грамплатівках.

## Революційна діяльність
Під час Другої світової війни брала участь у грецькому русі Опору. Була схоплена нацистами, піддана тортурам та тюремному ув'язненню. У 1944 році взяла участь у Грудневих боях проти англійців та правих у складі міських загонів ЕЛАС. У роки громадянської війни у Греції виступала прихильницею лівих сил, неодноразово була заарештована та перебувала під вартою.
Члени грецьких крайніх правих угруповань не пробачили їй лівої політичної позиції та участі у громадянській війні. Одного разу, коли Сотірія співала на сцені, молодики зайшли у клуб «Дзіміс о хондрос», де вона виступала, і вимагали, щоб вона виконала відомі пісні правого руху. Після відмови вона була жорстоко побита.

## Вибрана дискографія
- 1974 — Η Σωτηρία Μπέλλου τραγουδά Τσιτσάνη
- 1974 — Τα Παλιά του Καπλάνη
- 1976 — Σεργιάνι στον κόσμο
- 1976 — Σωτηρία Μπέλλου Νο 7: H ΑΡΧΟΝΤΙΣΣΑ ΤΟΥ ΡΕΜΠΕΤΙΚΟΥ
- 1977 — Σωτηρία Μπέλλου 8 : ΧΑΛΑΛΙ ΣΟΥ
- 1977 — ΑΦΙΕΡΩΜΑ ΣΤΗΝ ΣΩΤΗΡΙΑ ΜΠΕΛΛΟΥ Νο 2
- 1979 — ΤΑ ΡΕΜΠΕΤΙΚΑ ΤΗΣ ΣΩΤΗΡΙΑΣ Νο 9
- 1980 — ΤΑ ΡΕΜΠΕΤΙΚΑ ΤΗΣ ΣΩΤΗΡΙΑΣ Νο 10
- 1980 — ΛΑΪΚΑ ΠΡΟΑΣΤΙΑ
- 1981 — ΦΡΑΓΜΑ
- 1983 — Ο Αι Λαός
- 1984 — Σωτηρία Μπέλλου Νο 11 ΠΡΙΝ ΤΟ ΧΑΡΑΜΑ
- 1985 — Σωτηρία Μπέλλου -Στέλιος Βαμβακάρης ΑΝΟΙΞΑ ΠΟΡΤΑ ΣΤΗΝ ΖΩΗ
- 1985 — ΞΕΝΕΣ ΠΟΡΤΕΣ
- 1986 — Το ποτάμι
- 1985 — ΑΥΘΕΝΤΙΚΕΣ ΗΧΟΓΡΑΦΗΣΕΙΣ Η ΧΡΥΣΗ ΕΠΟΧΗ Νο 10
- 1987 — Σωτηρία Μπέλλου ΡΕΣΤΟΙ ΚΑΙ ΜΠΑΤΙΡΗΔΕΣ 10
- 1987 — 40 Χρόνια Σωτηρία Μπέλλου-
- 1988 — Sotiria Bellou
- 1989 — Σωτηρία Μπέλλου : H ΡΕΜΠΕΤΙΣΑ ΜΑΣ
- 1991 — ΤΑ ΛΑΙΚΑ ΤΗΣ ΣΩΤΗΡΙΑΣ ΜΠΕΛΛΟΥ
- 1993 — ΤΑ ΠΟΡΤΡΕΤΑ ΤΗΣ ΜΙΝΟΣ
- 1994 — ΜΕΓΑΛΕΣ ΕΠΙΤΥΧΙΕΣ
- 1995 — Laika Proastia
- 1995 — Rebetiko of Sotiria Bellou